# Larry Rhoden
Larry Rhoden (* 5. února 1959 Sturgis, Jižní Dakota) je americký politik a člen Republikánské strany, od ledna 2025 guvernér Jižní Dakoty. 
V mládí vyrůstal na farmě v katolické rodině. V letech 2001 až 2009 byl členem jihodakotské sněmovny reprezentantů. V letech 2009 až 2015 a poté opět v letech 2017 až 2019 byl členem státního Senátu Jižní Dakoty. V roce 2014 kandidoval na funkci amerického senátora, ale v primárních volbách prohrál s Mikem Roundsem. V letech 2019 až 2025 působil jako viceguvernér Jižní Dakoty. V lednu 2025 se stal guvernérem Jižní Dakoty poté, co guvernérka Kristi Noemová na funkci rezignovala, protože se stala ministryní vnitřní bezpečnosti Spojených států amerických ve druhé vládě Donalda Trumpa.
Od roku 1981 je ženatý, má čtyři děti. 